# Universidad de Guanajuato
La Universidad de Guanajuato (UG), benemérita y autónoma es una universidad pública mexicana. Se dedica a la educación en los niveles medio superior y superior y a la investigación en todas las áreas del conocimiento en el estado de Guanajuato.
Tuvo como primer antecedente el Hospicio de la Santísima Trinidad fundado en 1732; en 1945 obtuvo su nombre actual y finalmente, el Congreso del Estado de Guanajuato le otorgó su autonomía universitaria en 1994.

## Escudo

### Escudo tradicional

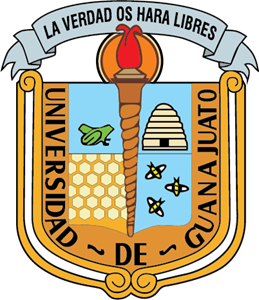
Escudo a color.

El escudo actual de la universidad fue establecido en 1967 durante la rectoría del licenciado Euquerio Guerrero López. De acuerdo con la heráldica, el Escudo de la Universidad de Guanajuato puede ser descrito como un Escudo de Comunidad, cuartelado en cruz con campos en azur:
1. Con dos ranas al natural
2. Con una colmena al natural
3. Un panal al natural
4. Tres abejas al natural

Una antorcha de oro en palo, bordura de oro con el nombre de la Universidad con letras de sable y la divisa en plata con letras de sable.
La heráldica es una ciencia que da sentido simbólico a los colores, formas, piezas y metales, los elementos que integran el escudo tienen el siguiente significado:
- El color azur (azul, representado en Heráldica, con líneas horizontales), simboliza entre las piedras preciosas al zafiro, es símbolo de majestad, hermosura, serenidad y justicia.
- El color sable (negro) tiene como simbolismo la ciencia y la modestia.
- El oro (representado con puntos regularmente esparcidos) simboliza la riqueza, la fuerza, la fe, la constancia, el hecho de llevarlo en el Escudo, obliga a hacer el bien a los pobres y a servir cultivando las bellas letras.
- La plata (representada dejando el campo completamente blanco) simboliza la pureza y la blancura.
- Las ranas aluden al nombre histórico de la ciudad de Quanaxhuato (Cerro de Ranas).
- Las abejas, el panal y la colmena en simbolizan el trabajo intenso y conjunto, aludiéndose en este caso a la leyenda, según la cual cuando Doña Josefa de Busto y Moya otorgó para la erección del Colegio de la Purísima la casa de su propiedad y habiéndose mudado de residencia, llevó consigo una colmena que había tenido siempre en su casa; a su muerte las abejas regresaron a su domicilio, ya siendo Colegio.
- La antorcha “en palo” simboliza la lanza de los caballeros, la luz de la verdad.
- La bordura representa la cota de los caballeros.
- La divisa colocada en la parte superior del jefe lleva el lema de la Universidad: "La verdad os hará libres"

### Escudo actual
Se decidió oficializar el uso del escudo para que fuera monocromático (de color dorado), mismo que se usa actualmente bajo distintas variantes.

## Espacios emblemáticos
|                                |
| Escalinatas y Edificio Central |

|                                                            |
| Patio del Antiguo Colegio Jesuita de la Santísima Trinidad |

|                             |
| Biblioteca Armando Olivares |

|                                   |
| Biblioteca Central en calle Truco |

|                      |
| Mesón de San Antonio |

|                                                      |
| Fachada de la entrada principal del Edificio Central |

## Historia

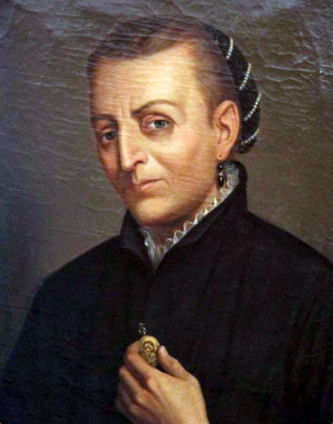
Teresa de Busto y Moya.

### Hospicio de la Santísima Trinidad
La tradición académica de la Universidad de Guanajuato nació con la etapa de florecimiento de la minería en la ciudad de Santa Fe de Guanajuato. 
Josefa Teresa de Busto y Moya Xerez y Monroy, conocida simplemente como Teresa de Busto y Moya, era una acaudalada hacendada de la ciudad que manifestó la necesidad de fundar un colegio para la enseñanza y educación de los niños y jóvenes de Guanajuato. Siendo la principal benefactora de aquel proyecto, donó sesenta mil reales para que en una de sus casas se fundara el Hospicio de la Santísima Trinidad el 1 de octubre de 1732.

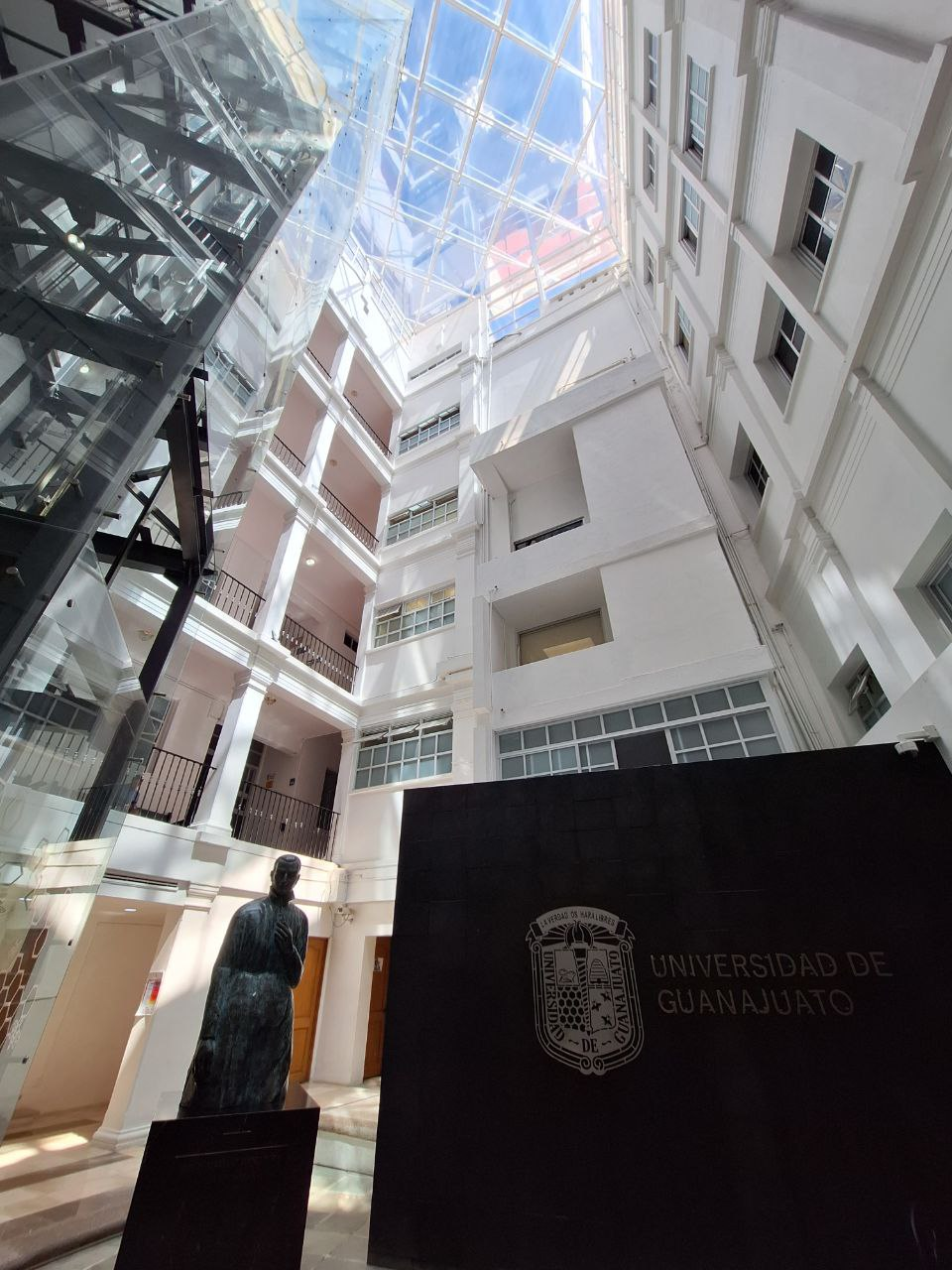
Vista del interior del Edificio Central con la escultura de Teresa de Busto y Moya

El Hospicio estaba ubicado en la antiguamente Calle Cereros, hoy Calle Lascuráin de Retana donde actualmente está edificado el Edificio Central de la Universidad de Guanajuato. En 1738, Don Pedro Bautista Lascuráin de Retana donó cuatro de sus haciendas para que las ganancias de sus productos fueran invertidas en cátedras de artes para el hospicio y la supervivencia de padres jesuitas que vivían en él en aquel entonces.

### Colegio de la Santísima Trinidad
En 1742 murió Doña Josefa, dejando en su testamento el deseo de donar la totalidad de su casa al hospicio. El 20 de agosto de 1744 el rey Felipe V expidió una Real Cédula en la que el Hospicio de la Santísima Trinidad se convirtió en Colegio de la Santísima Trinidad.

### Real Colegio de la Purísima Concepción
En 1776, bajo la orden de Carlos III de España se realizó la expulsión de los jesuitas del Imperio Español al ser culpados como los principales instigadores del Motín de Esquilache en 1775, por lo que, el Colegio de Santísima Trinidad cerró sus puertas por 18 años, siendo hasta el 8 de diciembre de 1785 cuando el colegio reabrió sus puertas bajo el nombre de Real Colegio de la Purísima Concepción donde se impartieron cursos de retórica, artes y filosofía moderna. Con el impulso del intendente de Guanajuato Juan Antonio de Riaño y Bárcena y su esposa Victoria Saint-Maxent se introducen estudios de francés, literatura y matemáticas.
En 1821, el Emperador Agustín de Iturbide visitó la ciudad de Guanajuato y decretó que se fundaría una nueva Casa de Moneda que estaría ubicada en el edificio del Real Colegio de la Purísima Concepción, pasando la labor educativa a segundo plano.

### Colegio de la Purísima Concepción
Con el primer Gobierno Constitucional, el 29 de agosto de 1827, se estableció el colegio bajo el mandato del licenciado Carlos Montes de Oca Méndez, cambiando su nombre por el Colegio de la Purísima Concepción, el año de 1828. 
Se amplió el edificio y se establecieron los niveles de segunda y tercera enseñanza. En este nivel profesional se fundaron las carreras de minería y derecho laico, quedando subsistentes los de la carrera eclesiástica y una academia de pintura, escultura y arquitectura, el colegio contó con Biblioteca pública desde 1831. Hubo destacados egresados de derecho, como Manuel Doblado, Octaviano Muñoz Ledo y Ponciano Burquiza; en el campo de las letras como Juan y Ramón Valle, José Rosas Moreno y Lucio Marmolejo. 
También se solicitó al barón Alexander von Humboldt una colección de fósiles para el gabinete de mineralogía, así como una importante colección de libros que hoy forman parte del patrimonio de la Universidad.

### Colegio Nacional de Guanajuato

Colegio Nacional de Guanajuato en la calle Lascurián de Retana, 1880.

En 1867, el plantel cambió su nombre a Colegio Nacional de Guanajuato, sin embargo, fue más conocido como el Colegio del Estado dentro del mismo. En el lapso de 1870 a 1882 proliferan las carreras técnicas y científicas, florece la investigación y muchos de los inventores y descubridores obtuvieron premios internacionales con sus trabajos, como Severo Navia, Vicente Fernández, Juan N. Contreras, Juan Bonifacio Olivares, Nicéforo Guerrero y Manuel Villaseñor.

### Universidad de Guanajuato

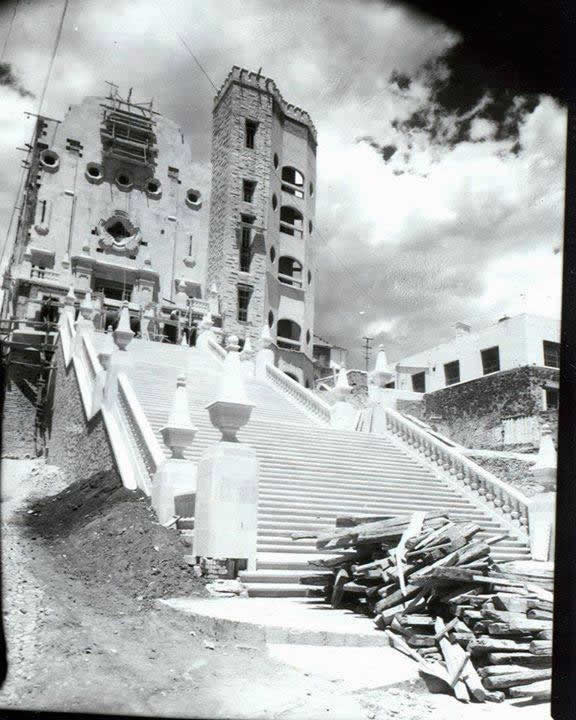
Construcción de las escalinatas y Edificio Central, década de 1950.

En el año de 1945, gracias al trabajo de Armando Olivares Carrillo, último director del Colegio del Estado, éste se convirtió en Universidad de Guanajuato. En 1952 el rector Antonio Torres Gómez creó la Escuela de Música, la Orquesta Sinfónica de la Universidad y la Escuela de Arte Dramático, esta última constituyó un antecedente de los Entremeses Cervantinos —antecedente del Festival Internacional Cervantino—. Siendo rectores, Enrique Ruelas y Eugenio Trueba Olivares fundan el Cine Club y Radio Universidad.
El 4 de febrero de 1950 iniciaron las obras de construcción del Auditorio de la Universidad, además de las aulas, talleres y dependencias de la Facultad de Ingeniería en el edificio de Lascuráin de Retana, dichas obras, junto con el auditorio y otros espacios, fueron ideadas y ejecutadas por el arquitecto Vicente Urquiaga Rojas. Las escalinatas se inauguraron el 16 de febrero de 1952 y el Edificio Central el 20 de agosto de 1955.
En la noche del 13 de abril de 1963 se presenta por primera vez en la plazuela de San Roque y como evento complementario a los Entremeses Cervantinos, la agrupación musical conocida como la Estudiantina de la Universidad de Guanajuato. Esa misma noche, esta agrupación crearía también el espectáculo musical característico de la ciudad conocido como la Callejoneada.

#### Obtención de la autonomía
El 11 de mayo de 1994, siendo rector Juan Carlos Romero Hicks, la LV Legislatura del Congreso del Estado aprobó la Ley Orgánica de la Universidad con la cual esta obtuvo la facultad y responsabilidad de gobernarse a sí misma. La estructura multicampus fue aprobada por el Consejo Universitario el 16 de mayo de 2006, la cual establece el funcionamiento departamental y matricial de su subsistema de educación superior y por la integración de un subsistema de nivel medio superior. El 31 de mayo de 2007, la LX Legislatura Constitucional del estado de Guanajuato aprobó por unanimidad la nueva Ley Orgánica de la Universidad de Guanajuato, y el 15 de junio de ese mismo año, el gobernador del Estado, Juan Manuel Oliva Ramírez, publica en el Periódico Oficial del Estado de Guanajuato dicha normatividad para que ésta entre en vigor el 15 de octubre.
El 26 de marzo de 2015, el pleno de la LXII Legislatura del Congreso del Estado de Guanajuato aprobó por unanimidad otorgar a la Universidad de Guanajuato el reconocimiento de “Universidad Benemérita” por sus aportaciones a la educación, ciencia, arte y cultura en el estado de Guanajuato y en el país, así como su consolidación y prestigio en el ámbito universitario.

#### Huelga estudiantil de 2019
A causa de los acontecimientos relacionados con la inseguridad en el estado de Guanajuato, El lunes 2 de diciembre de 2019, la Comunidad Estudiantil de la Universidad de Guanajuato, a través de un comunicado compartido en una página de Facebook, convocó a "Huelga Estudiantil" en contra de la postura de pasividad por parte de los altos mandos, tanto universitarios, como municipales y estatales, ante la inseguridad que sufren los estudiantes en el Estado de Guanajuato. 
En este acto, los estudiantes tomaron el Edificio Central el día miércoles 4 de diciembre de 2019, a partir de las 5:30 a. m. y sin hora de término prevista; invitando también a los estudiantes de otras sedes a realizar paro de actividades.
Desde las 5 de la mañana del jueves 5 de diciembre de 2019, comenzaron a instalarse en el recinto educativo acompañados de cadenas con las cuales cerraron la universidad, rayaron la entrada con diversos mensajes y colocaron pancartas para hacer un llamado a las autoridades. 
Acudieron vestidos de negro acompañados de diversos paliacates en distintos colores, amarillo, en apoyo a distribución de insumos, el color rojo, para apoyar la brigada de seguridad azul, el tema de la propaganda verde pedir comunicación entre sedes y el color morado indicaba que formaban parte de algún colectivo feminista.
Ese mismo día dieron a conocer el pliego petitorio que estaría conformado y redactado en favor de las distintas divisiones de la universidad así como también por las Escuelas de Nivel Medio Superior, en el cual destacaban los puntos referidos hacia la seguridad en los planteles, la renuncia de personal que estuviera relacionado con el acoso, así como la expulsión de alumnos también relacionados.

Solicitamos que la UG exija a las autoridades municipales la implementación de personal capacitado.
Comentó un manifestante.

De igual forma pidieron tratar con seriedad los casos de violencia que y se le dé seguimiento a la problemática, ya que en previos acercamientos con las autordades, las protecciones han resultado insuficientes y nada empáticas con la comunidad estudiantil, comentaron los estudiantes.
A través de un comunicado, encabezado por el rector Luis Felipe Guerrero Agripino, la UG manifestó que respetará los derechos académicos de los estudiantes, para que las actividades educativas puedan retomarse tras esta toma simbólica.

La Universidad de Guanajuato expresa su postura indeclinable de constituir un espacio para la libre expresión de las ideas en un marco de respeto a la diversidad de opiniones y a los derechos académicos de la comunidad universitaria.
Luis Felipe Guerrero Agripino.

Ese mismo día se marchó en la ciudad de Guanajuato hacia la presidencia municipal, donde el presidente municipal Alejandro Navarro Saldaña escuchó de manera rápida el pliego petitorio, así pues, los alumnos, padres de familias, grupos y escuelas aliadas pidieron la presencia del gobernador del estado Diego Sinhue Rodríguez Vallejo, también del fiscal del estado Carlos Zamarripa Aguirre, del rector de la universidad Luis Felipe Guerrero Agripino y del presidente municipal Alejandro Navarro Saldaña el día 5 de diciembre de 2019 a las 10:00 horas del día en el teatro principal de la ciudad para que firmaran el pliego petitorio y así levantar el paro.
El día 5 de diciembre de 2019, arribaron al teatro principal de la ciudad únicamente el gobernador del estado Diego Sinhue Vallejo, el presidente municipal Alejandro Navarro Saldaña y el rector de la universidad Luis Felipe Guerrero Agripino. 
Al inicio de la ceremonia se guardo un minuto de silencio por Ana Daniela Vega González: estudiante de la universidad y quien fuera hallada sin vida el 30 de noviembre de 2019 dentro de su departamento en la ciudad de Irapuato.
Después del minuto de silencio la ausencia del fiscal del estado se hizo notable y los estudiantes abandonaron el auditorio, pues se había acordado que debían estar las cuatro autoridades para poder firmar el pliego petitorio y así levantar el paro.

## Rectores
| Rector(a)                     | Número     | Inicio                   | Final                    | Notas |
| ----------------------------- | ---------- | ------------------------ | ------------------------ | --- |
| Armando Olivares Carrillo     | 1°         | 25 de marzo de 1945      | 30 de junio de 1947      | Nombrado primer rector después de la institución de la Universidad de Guanajuato.                                                                                                 |
| Antonio Torres Gómez          | 2°         | 1 de julio de 1947       | 25 de septiembre de 1947 | Interino |
| Eduardo Cruces Sánchez        | -          | 25 de septiembre de 1947 | 5 de noviembre de 1947   | Encargado del despacho de la Rectoría |
| Armando Olivares Carrillo     | 2° período | 5 de noviembre de 1947   | 1949                     | Conclusión de su primer período |
| Eduardo Cruces Sánchez        | -          | 7 de abril de 1949       | 26 de septiembre de 1949 | Encargado del despacho de la Rectoría |
| Antonio Torres Gómez          | 2° período | 1949                     | 1955                     | |
| Enrique O. Cervantes          | 3°         | 1955                     | 1957                     | |
| Eugenio Trueba Olivares       | 4°         | 1957                     | 20 de octubre de 1961    | |
| Armando Olivares Carrillo     | 3° período | 21 de octubre de 1961    | 13 de octubre de 1962    | |
| Daniel Chowell Cázares        | 5°         | octubre de 1962          | 1966                     | |
| Mario F. Vargas Moreno        | 6°         | 16 de septiembre de 1966 | 16 de agosto de 1967     | |
| Euquerio Guerrero López       | 7°         | 1967                     | 1970                     | |
| Manuel Fernández Mendoza      | 8°         | 1970                     | 1971                     | |
| Enrique Cardona Arizmendi     | 9°         | octubre de 1971          | 1973                     | Celebró el primer Festival Internacional Cervantino en 1972 |
| Eugenio Trueba Olivares       | 2° período | 1973                     | mayo de 1977             | |
| Marco Antonio Vergara Larios  | 10°        | 12 de junio de 1985      | 1 de octubre de 1985     | |
| Santiago Hernández Ornelas    | 11°        | 1 de octubre de 1985     | 2 de octubre de 1990     | |
| Luis Felipe Sánchez Hernández | 12°        | 2 de octubre de 1990     | 3 de octubre de 1991     | |
| Juan Carlos Romero Hicks      | 13°        | 3 de octubre de 1991     | 17 de febrero de 1999    | Electo para el período 1991-1995 y reelecto para el cuatrienio 1995-1999, renuncia en febrero de 1999 para contender por la gubernatura de Guanajuato en las elecciones del 2000. |
| Silvia Álvarez Bruneliere     | 13°        | 17 de febrero de 1999    | 27 de septiembre de 1999 | Interina. Primera mujer en dirigir la UG. |
| Cuauhtémoc Ojeda Rodríguez    | 14°        | 27 de septiembre de 1999 | 14 de mayo de 2003       | |
| Sebastián Sanzberro Lastiri   | 15°        | 14 de mayo de 2003       | 27 de septiembre de 2003 | Interino |
| Arturo Lara López             | 16°        | 27 de septiembre de 2003 | 27 de septiembre de 2011 | Electo para el período 2003-2007 y reelecto para el cuatrienio 2007-2011. |
| José Manuel Cabrera Sixto     | 17°        | 27 de septiembre de 2011 | 27 de septiembre de 2015 | |
| Luis Felipe Guerrero Agripino | 18°        | 27 de septiembre de 2015 | 27 de septiembre de 2023 | Electo para el período 2015-2019 y reelecto para el cuatrienio 2019-2023. |
| Claudia Susana Gómez López    | 19°        | 27 de septiembre de 2023 | En el cargo              | Primera mujer en ser electa rectora general para un período ordinario (2023-2027).                                                                                                |

## Oferta académica
En la actualidad, la UG posee cuatro campus y el Colegio del Nivel Medio Superior, cuyas sedes están repartidas en catorce municipios del estado: Celaya, Guanajuato, Irapuato, León, Pénjamo, Salamanca, Salvatierra, San Luis de la Paz, San Miguel de Allende, Silao, Tierra Blanca y Yuriria.
La Universidad de Guanajuato ofrece programas educativos en todas las áreas del conocimiento:
- 72 licenciaturas,
- 49 maestrías,
- 22 doctorados,
- 25 especialidades,
- 2 técnicos superiores universitarios,
- Bachillerato general,
- Bachillerato bivalente,
- Nivel Medio Superior Terminal (Música).

### Campus
| Imagen                                          | División                                                      | Departamento                       |
| ----------------------------------------------- | ------------------------------------------------------------- | ---------------------------------- |
|                                                 | División de Ciencias de la Salud e Ingenierías                | Departamento de Enfermería Clínica |
| Departamento de Enfermería y Obstetricia        | División de Ciencias de la Salud e Ingenierías                |                                    |
| Departamento de Ingeniería Agroindustrial       | División de Ciencias de la Salud e Ingenierías                |                                    |
| División de Ciencias Sociales y Administrativas | Departamento de Estudios Culturales, Demográficos y Políticos |                                    |
| División de Ciencias Sociales y Administrativas | Departamento de Estudios Sociales                             |                                    |
| División de Ciencias Sociales y Administrativas | Departamento de Finanzas y Administración                     |                                    |

| Imagen                                         | División                                                   | Departamento                 |
| ---------------------------------------------- | ---------------------------------------------------------- | ---------------------------- |
|                                                | División de Arquitectura, Arte y Diseño                    | Departamento de Arquitectura |
| Departamento de Artes Visuales                 | División de Arquitectura, Arte y Diseño                    |                              |
| Departamento de Artes Escénicas y Música       | División de Arquitectura, Arte y Diseño                    |                              |
| Departamento de Diseño                         | División de Arquitectura, Arte y Diseño                    |                              |
| División de Ciencias Económico Administrativas | Departamento de Estudios Organizacionales                  |                              |
| División de Ciencias Económico Administrativas | Departamento de Gestión y Dirección de Empresas            |                              |
| División de Ciencias Económico Administrativas | Departamento de Economía y Finanzas                        |                              |
| División de Ciencias Naturales y Exactas       | Departamento de Astronomía                                 |                              |
| División de Ciencias Naturales y Exactas       | Departamento de Biología                                   |                              |
| División de Ciencias Naturales y Exactas       | Departamento de Enfermería y Obstetricia                   |                              |
| División de Ciencias Naturales y Exactas       | Departamento de Farmacia                                   |                              |
| División de Ciencias Naturales y Exactas       | Departamento de Ingeniería Química                         |                              |
| División de Ciencias Naturales y Exactas       | Departamento de Matemáticas                                |                              |
| División de Ciencias Naturales y Exactas       | Departamento de Química                                    |                              |
| División de Ciencias Sociales y Humanidades    | Departamento de Educación                                  |                              |
| División de Ciencias Sociales y Humanidades    | Departamento de Filosofía                                  |                              |
| División de Ciencias Sociales y Humanidades    | Departamento de Historia                                   |                              |
| División de Ciencias Sociales y Humanidades    | Departamento de Lenguas                                    |                              |
| División de Ciencias Sociales y Humanidades    | Departamento de Letras Hispánicas                          |                              |
| División de Derecho, Política y Gobierno       | Departamento de Derecho                                    |                              |
| División de Derecho, Política y Gobierno       | Departamento de Estudios Políticos y de Gobierno           |                              |
| División de Derecho, Política y Gobierno       | Departamento de Gestión Pública                            |                              |
| División de Ingenierías                        | Departamento de Ingeniería Civil                           |                              |
| División de Ingenierías                        | Departamento de Ingeniería Geomática e Hidráulica          |                              |
| División de Ingenierías                        | Departamento de Ingeniería en Minas, Metalurgía y Geología |                              |

| Imagen                                   | División                                                    | Departamento              |
| ---------------------------------------- | ----------------------------------------------------------- | ------------------------- |
|                                          | División de Ciencias de la Vida                             | Departamento en Alimentos |
| Departamento de Agronomía                | División de Ciencias de la Vida                             |                           |
| Departamento de Ciencias Ambientales     | División de Ciencias de la Vida                             |                           |
| Departamento de Enfermería y Obstetricia | División de Ciencias de la Vida                             |                           |
| Departamento de Ingeniería Agrícola      | División de Ciencias de la Vida                             |                           |
| Departamento de Veterinaria y Zootecnia  | División de Ciencias de la Vida                             |                           |
| División de Ingenierías                  | Departamento de Arte y Empresa                              |                           |
| División de Ingenierías                  | Departamento de Estudios Multidisciplinarios (Sede Yuriria) |                           |
| División de Ingenierías                  | Departamento de Ingeniería Eléctrica                        |                           |
| División de Ingenierías                  | Departamento de Ingeniería Electrónica                      |                           |
| División de Ingenierías                  | Departamento de Ingeniería Mecánica                         |                           |

| Imagen                                                        | División                                           | Departamento            |
| ------------------------------------------------------------- | -------------------------------------------------- | ----------------------- |
|                                                               | División de Ciencias e Ingenierías:                | Departamento de Física: |
| Departamento de Ingeniería Física:                            | División de Ciencias e Ingenierías:                |                         |
| Departamento de Ingenierías Química, Electrónica y Biomédica: | División de Ciencias e Ingenierías:                |                         |
| División de Ciencias de la Salud                              | Departamento de Ciencias Aplicadas al Trabajo      |                         |
| División de Ciencias de la Salud                              | Departamento de Ciencias Médicas                   |                         |
| División de Ciencias de la Salud                              | Departamento de Enfermería y Obstetricia Sede León |                         |
| División de Ciencias de la Salud                              | Departamento de Medicina y Nutrición               |                         |
| División de Ciencias de la Salud                              | Departamento de Psicología                         |                         |
| División de Ciencias Sociales y Humanidades                   | Departamento de Estudios Culturales                |                         |
| División de Ciencias Sociales y Humanidades                   | Departamento de Estudios Sociales                  |                         |
| División de Ciencias Sociales y Humanidades                   | Departamento de Gestión Pública y Desarrollo       |                         |

#### División de Ciencias Sociales y Humanidades
La División de Ciencias Sociales y Humanidades (DCSH) es una de los seis divisiones que conforman el Campus Guanajuato. En 1952 se fundó la facultad de filosofía y letras fue parte de un proyecto integral de la universidad y del  gobierno del Estado, que incluía la creación de otras escuelas como las de Arte Dramático y Música, la Facultad de Química, el Teatro Universitario, así como la Orquesta Sinfónica. La primera etapa de la facultad, se caracterizó por una vinculación natural con la Universidad Nacional, puesto que los catedráticos fundadores habían egresado de esa casa de estudios, de los cuales un gran número de ellos eran españoles exiliados. El primer director de la facultad, entre 1953 y 1954, fue el Lic. José Rojas Garcidueñas.
- 1953. Se inicia formalmente los estudios de la carrera de Filosofía. En la Biblioteca del Instituto de Investigaciones Filosóficas de la UNAM, esta el Fondo Documental Ernesto Scheffler, que en su momento fue el archivo personal de este filósofo.

- 1957. En ese año y con la dirección de la Mtra. Matilde Rangel en la facultad, el consejo universitario aprobó la modificación al plan de estudios que se solicitaba desde 1954, con ello se ampliaron los años de estudio de tres a cuatro.

- 1962. A instancia del entonces director de la Facultad, el Mtro. Ernesto Scheffler y la Mtra. Rangel en colaboración con los profesores José Rojas Garcidueñas y Paul Gendrop, se conformaron los planes de estudio para la apertura de la carrera de Maestro en Historia. Hecho que produjo para el año siguiente de 1963 una modificación a los planes de estudio, que consistió en conformar una columna vertebral de materias obligatorias o seriadas, complementadas a su vez por materias no seriadas u optativas. Esto era en cada una de las tres especialidades con que ya contaba la Facultad de Filosofía y Letras.

- 1967. Todavía bajo la dirección del Mtro. Scheffler, el entonces Gobernador del Estado Lic. Manuel M. Moreno y el Rector de la Universidad de Guanajuato Lic. Euquerio Guerrero López, se organizó el traslado de la Facultad de Filosofía y Letras a un edificio propio, el Ex-convento de Valenciana, se equipó a la Facultad con su propia biblioteca, que se conformó por la poca bibliografía con que ya contaba y por el acervo bibliográfico donado por la Escuela de Verano.

- 1975. Bajo la gestión del Mtro. Luis Rionda Arreguín, el Archivo Histórico del Municipio de Guanajuato es trasladado al edificio de la Facultad de Filosofía y Letras bajo resguardo, con la consigna de convertirse en un laboratorio de investigación para los alumnos que cursaban la carrera de Historia.

- 1976. En este año se elabora un proyecto de reestructuración al plan de estudios de la Facultad, en el que se trata de establecer un sistema de créditos y el cambio de grado a de Maestro a Licenciado, el cual es aprobado por el rector Lic. Eugenio Trueba Olivares.

- 1977. Estando en el cargo de director el Mtro. Luis Rionda Arreguín, se gestó el movimiento del Sindicato Independiente de Trabajadores de la Universidad de Guanajuato (SITUG), en el que parte del personal administrativo, docente, de intendencia, así como un número importante de alumnos de la Facultad participó, con lo cual se obtuvieron, entre otras cosas, mejores garantías laborales en un mediano plazo para los trabajadores de la Universidad.

- 1978. Se abre la Unidad de Investigaciones Filosóficas, en la que estuvo como responsable el Mtro. Ernesto Scheffler Vogel. El Mtro. Scheffler permaneció al frente de la Unidad hasta 1992, año en que falleció.

- 1979. Ya bajo la dirección del Mtro. Luis Palacios y tras toda la serie de movimientos políticos al interior de la universidad, se llevó al cabo una modificación al plan de estudios de la aún Facultad, lo que trajo el cambio de denominación del plantel, pasando de ser Facultad a Escuela y de obtener el grado de Maestro al de Licenciado. Con tal cambio también se implantó el sistema de créditos y de departamentos.

- 1980. Nace el Centro de Investigaciones Humanísticas como una instancia dependiente de la Dirección de la Escuela de Filosofía y Letras, en la que se fomentaba el trabajo de investigación de carácter humanístico para los profesores de la Escuela.

- 1985. Realización del Primer Foro de Transformación y Desarrollo Académico de la Escuela de Filosofía y Letras, impulsado por estudiantes y profesores de la Escuela. Y separación del Centro de Investigaciones Humanísticas de la Escuela, para convertirse en una entidad autónoma al interior de la Universidad.

- 1987. Adecuación al Plan de Estudios con la finalidad de actualizar las curricula en las tres carreras impartidas en la Escuela. Esta modificación tuvo su origen en lo que fuera el Primer Foro de Transformación y Desarrollo Académico.

- 1992. Con el cambio en la dirección de la Escuela, acontecido en 1991, en el que el Mtro. Aureliano Ortega Esquivel sustituyó en el puesto al Mtro. Luis Palacios, se replantearon los objetivos del plantel en general, por lo que se convocó a un Segundo Foro de Transformación y Desarrollo Académico, celebrado en la Escuela.

- 1997. Cambio al Plan de Estudios y creación del Tronco Común, lo que trajo una ampliación de ocho a diez semestres para cada una de las carreras, de los cuales tres correspondían al tronco común y los siete restantes a las diferentes licenciaturas.

### Colegio del Nivel Medio Superior
| Imagen                                                      | ENMS                                                                                              | Programa (s) educativo (s) |
| ----------------------------------------------------------- | ------------------------------------------------------------------------------------------------- | -------------------------- |
|                                                             | Escuela de Nivel Medio Superior de Celaya                                                         | Bachillerato general       |
| Escuela de Nivel Medio Superior de Centro Histórico de León | Bachillerato general Bachillerato bivalente (técnico en Biomédica)                                |                            |
| Escuela de Nivel Medio Superior de Guanajuato               | Bachillerato general Bachillerato bivalente (técnico en Ciencias de los Materiales o Mecatrónica) |                            |
| Escuela de Nivel Medio Superior de Irapuato                 | Bachillerato general                                                                              |                            |
| Escuela de Nivel Medio Superior de León                     | Bachillerato general Bachillerato bivalente (técnico en Biomédica o Química Sustentable)          |                            |
| Escuela de Nivel Medio Superior de Moroleón                 | Bachillerato general                                                                              |                            |
| Escuela de Nivel Medio Superior de Pénjamo                  | Bachillerato general                                                                              |                            |
| Escuela de Nivel Medio Superior de Salamanca                | Bachillerato general Bachillerato bivalente (técnico en Mecatrónica)                              |                            |
| Escuela de Nivel Medio Superior de Salvatierra              | Bachillerato general                                                                              |                            |
| Escuela de Nivel Medio Superior de San Luis de la Paz       | Bachillerato general                                                                              |                            |
| Escuela de Nivel Medio Superior de Silao                    | Bachillerato general                                                                              |                            |

## Reconocimiento Institucional
De acuerdo con América Economía, la UG es la novena mejor universidad pública de México y la decimosegunda de todas las instituciones de educación superior del país. La Universidad de Guanajuato ha merecido desde 2008 varias distinciones, destacando el premio internacional “Universidad ejemplar” que otorga la Asociación Hispana de Universidades (HACU, por sus siglas en inglés); el Premio SEP – ANUIES, otorgado por la Secretaría de Educación Pública (SEP) y la Asociación Nacional de Universidades e Instituciones de Educación Superior (ANUIES), por sus importantes avances en el desarrollo y fortalecimiento institucional; así como el premio “El mundo de Armando Olivares”, entregado por la Comisión Estatal para la Planeación de la Educación Superior del estado de Guanajuato (COEPES), en atención a sus indicadores de calidad y compromiso con la sociedad.

### Membresías y acreditaciones
- ANUIES: Asociación Nacional de Universidades e Instituciones de Enseñanza Superior[17]
- UDUAL: Unión de Universidades de América Latina y el Caribe[18]
- CUMEX: Consorcio de Universidades Mexicanas[19]
- OUI: Organización Universitaria Interamericana[20]
- COEPES : Comisión Estatal para la Planeación de la Educación Superior A.C.[21]